# حركة عضوية

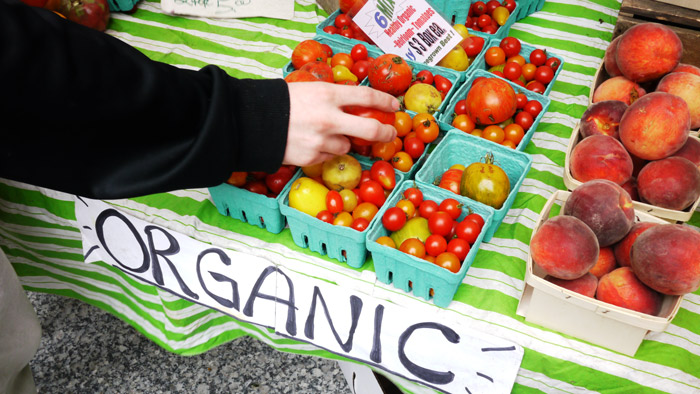
طماطم عضوية

تشير الحركة العضوية على نطاق واسع إلى المنظمات والأفراد المشاركين في جميع أنحاء العالم في الترويج للزراعة العضوية والمنتجات العضوية الآخرى. لقد بدأت في النصف الأول من القرن العشرين، عندما بدأت تظهر الممارسات الزراعية الحديثة على نطاق واسع.

## نظرة عامة
يمكن وصف المصطلح «عضوي» على نطاق واسع بأنه غذاء غير معدّل وراثياً ونما دون مساعدة المواد الكيميائية السامة، بما في ذلك العديد من مبيدات الآفات الاصطناعية، واستخدام الزرنيخ، والتسميد باستخدام المواد الحيوية الصلبة، التي غالباً ما تحتوي على مواد تثبيط اللهب والمخدرات إلي جانب أشياء أخرى، وذلك على الرغم من أنه تتم معالجتها. وقد صاغ اللورد نورثبورن Northbourne في عام 1940 مصطلح «الزراعة العضوية». أما بدايات الحركة العضوية  فترجع إلى بداية القرن التاسع عشر. ففي عام 1840 أنشأ يوستوس فون ليبج Justus Von Liebig نظرية التغذية النباتية المعدنية. فيعتقد ليبيج أنه يمكن استبدال السماد مباشرة من بعض الأملاح المعدنية. بعد مرور سنوات عديدة وفي عام 1910، قبل الحرب العالمية الأولى، ابتدع الكيميائيان فريتز هابر وكارل بوش Fritz Haber and Carl Bosch عملية تصنيع الأمونيا، مستغلين النيتروجين من الغلاف الجوي. وقد استخدم هذا الشكل من الأمونيا بالفعل لتصنيع المتفجرات، لذلك بعد الحرب، تم استخدامه في تخصيب الزراعة.